# Annickia
Annickia là một chi thực vật thuộc họ Annonaceae.

## Các loài
Chi này có các loài sau (tuy nhiên danh sách này có thể chưa đủ):
- Annickia ambigua
- Annickia atrocyanescens
- Annickia chlorantha
- Annickia kummeriae, (Engl. & Diels) Setten & Maas
- Annickia kwiluensis
- Annickia lebrunii
- Annickia letestui
- Annickia olivacea
- Annickia pilosa
- Annickia polycarpa